# Astrocaryum urostachys
Espèce
Statut de conservation UICN

 LC  : Préoccupation mineure
Astrocaryum urostachys est une espèce de palmiers à feuilles pennées.